# 札幌市立幌北小学校
札幌市立幌北小学校（さっぽろしりつ こうほくしょうがっこう）は、北海道札幌市北区にある公立小学校。1934年開校。

## 沿革
1934年開校。6月6日、開校に伴って当時の札幌市立北九条尋常小学校（現：札幌市立北九条小学校）から509人の児童を迎えた。
1945年に第二次世界大戦の終戦を迎えると、外地や占領地に居住していた引揚者が日本本土へ帰還し、幌北小学校は北24条付近に移住した引揚者児童を引き受けるようになる。1948年には生徒数が増加して教室が不足した札幌市立北辰中学校に教室を貸し出していた。1950年ごろから住民が増えるとともに児童数は増加し、引揚者児童の人数を鑑みて道議会に国費支出を要求する動きもあった。1952年には「父母と先生の会」が中心となって小学校新設運動を開始。児童数は1952年に約1260人、1953年に約1800人に達し、この急増を受けて各学年10クラスを5クラスずつ午前と午後に分ける二部教授が採用された。1954年には児童数が約2800人に達した。これは当時の札幌市において最多の児童数であり、玄関を教室に転用するなどの策を講じて授業が展開された。
1954年には幌北小学校から大規模な転出があった。3月31日に通学区域に変更が加えられ、166人の児童が北九条小学校へ転入した。また10月に札幌市立白楊小学校が北24条に設立されると、幌北小学校から687人の児童が転入して開校した。1955年4月までにはさらに106人が白楊小学校へ転入した。また、1956年に北九条小学校で火災が発生し校舎がほぼ全焼すると、幌北小学校の校舎を借りての授業が行われた。
2020年4月時点では新1年生が学年全体で57人と、かつての水準から大きく下がっている。
2024年時点での全校生徒は341人である。

## ギャラリー

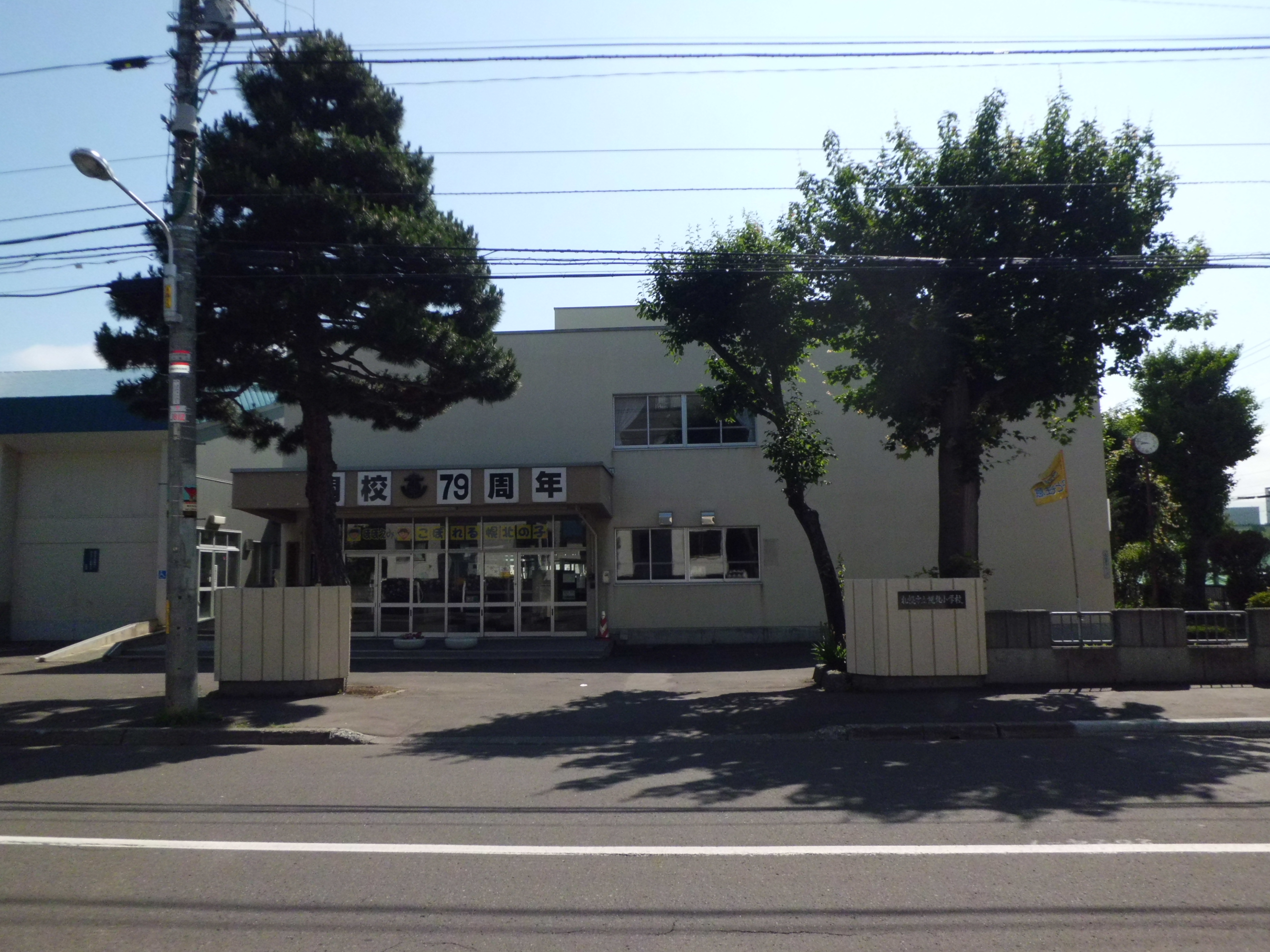
2013年6月
2021年5月

## 著名な出身者
- 長内順一（衆議院議員）[6]
- 菊野一雄（経済学者）[7]
- 松木謙公（衆議院議員）[8]
- 巻山晃（元札幌テレビ放送アナウンサー）[9]

## 著名な教員
- 加清保（元校長、渡辺淳一の自伝的小説『阿寒に果つ』のモデルとなった加清純子の父）[10]